# Tropidophorus microlepis
Tropidophorus microlepis är en ödleart som beskrevs av  Günther 1861. Tropidophorus microlepis ingår i släktet Tropidophorus och familjen skinkar. Inga underarter finns listade i Catalogue of Life.